# Santa Maria de la Torre d'Amargós
Santa Maria de la Torre d'Amargós, actualment dedicada a la Immaculada Concepció, és l'església parroquial, romànica, del poble de la Torre d'Amargós, pertanyent al terme municipal de Sant Esteve de la Sarga, del Pallars Jussà.

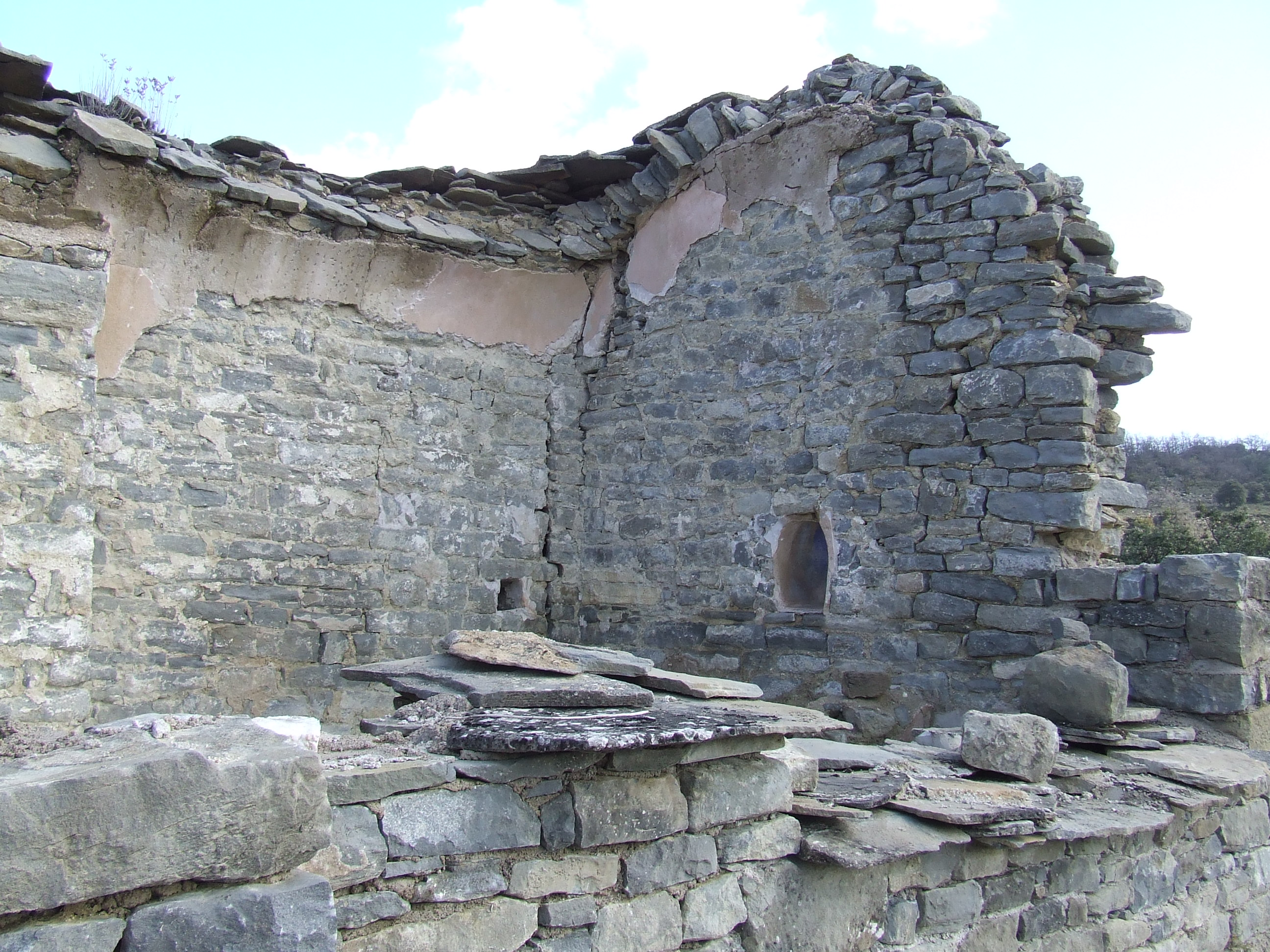
Costat de ponent de la nau, amb la volta esfondrada

Es tracta d'un temple d'origen romànic, molt transformat al llarg dels temps. Conserva un portal adovellat. L'estat actual és ruïnós, amb la volta de la nau esfondrada. Es conserven els murs de llevant i ponent, així com el septentrional, mentre que el meridional és quasi del tot enderrocat.
Era una església petita, d'una sola nau, sense absis exempt (potser desaparegut en una època anterior), amb aparell constructiu romànic a la part nord, però molt modificat a l'edat moderna. Els elements romànics fan pensar en una obra rural del segle xii.